# 瀬下尚人
瀬下 尚人（せしも なおと、1965年2月15日 - ）は、俳優でTHE CONVOY（ザ・コンボイ）のメンバー。オレガ所属
長野県出身。愛称はJURI（ジュリ）。

## 来歴
- 高校卒業後に上京し、Tap Tipsでダンスやタップダンスなどを身につける。
- 1986年、今村ねずみ、石坂勇と共にTHE CONVOYを立ち上げ、初期作品より参加。THE CONVOY SHOWではタップダンスの振付も担当。
- 2005年からは、立川談慶と異色ユニット「だんじゅり祭り」を開催。THE CONVOYとしての活動以外に、舞台を中心にソロでも活動している。

## 主な出演

### THE CONVOY
- 1986 vol.1～vol.4 Tap Tips
- 1987 vol.5 「時代」Tap Tips
- 1988 vol.6 「傘があった」新宿 シアターモリエール
- 1989 vol.7 「せ・い・い・っ・ぱ・い・・・」日暮里 サニーホール
- 1992 vol.8 「djuetふたり」 シアター・V・アカサカ
- 1994 vol. 9「人生楽しまなくっちゃ！」シアター・V・アカサカ

　　　　 vol.10 「どっか～ん」サンシャイン劇場 
- 1995 vol.11 「パ＋ピ＋プ＋ペ＋ポ～」博品館劇場
- 1996 vol.12 「パ＋ピ＋プ＋ペ＋ポ～」再演  博品館劇場

　　　　 vol.13 「ATOM」博品館劇場（東京）/ シアター・ドラマシティ（大阪） 
- 1997 vol.14 「ATOM」再演   かめありリリオホール（東京）・博品館劇場 ほか

　　　　  THE CONVOY Night in SUMMER 赤坂プリンスホテル・クリスタルパレス  
　　　　 vol.15 「タイムトンネル」博品館劇場・パルテノン多摩 ほか  
　　　　  THE CONVOY Night in  X’mas  赤坂プリンスホテル・クリスタルパレス 
- 1998 vol.16 「帰ってきた、パ＋ピ＋プ＋ペ＋ポ～」赤坂プリンスホテル・クリスタルパレス  (1 会場 22 公演)

　　　　  THE ＣＯＮＶＯＹ ｉｎ ヒロシマ・スペシャルバージョン  広島プリンスホテル・瀬戸内  
　　　　  THE CONVOY Night in  X’mass  赤坂プリンスホテル・クリスタルパレス  ほか 
- 1999 vol.17 「ATOM2」銀座セゾン劇場 ほか  (22 会場 56 公演)

　　　　  THE THE CONVOY Night in SUMMER 赤坂プリンスホテル・クリスタルパレス ほか  
　　　　  THE CONVOY Night in  X’mas  赤坂プリンスホテル・クリスタルパレス ほか 
- 2000 vol.18 「新・タイムトンネル」青山劇場 ほか  (39 会場 106 公演)

　　　　  THE CONVOY Night in  X’mas  赤坂プリンスホテル・クリスタルパレス ほか 
- 2001 vol.19 「新・タイムトンネル」再演  赤坂 ACT シアター ほか  (6 会場 62 公演)

　　　　  THE CONVOY 祭 神奈川県民ホール 日本武道館 ほか (14 会場 20 公演)  
　　　　  THE CONVOY Night in  X’mas  赤坂プリンスホテル・クリスタルパレス ほか 
- 2002 vol.21 「雲のゆくえ」 日生劇場  (1 会場 23 公演)

　　　　  THE CONVOY Night in  X’mass  赤坂プリンスホテル・クリスタルパレス ほか 
- 2003 vol.23 「雲のゆくえ」再演 青山劇場 ほか  (38 会場 77 公演)

　　　　  THE CONVOY Night in  X’mas 赤坂プリンスホテル・クリスタルパレス ほか 
- 2004 THE CONVOY 祭‘04 日本武道館 ほか  (26 会場 33 公演)

　　　　  THE CONVOY Night in  X’mas 赤坂プリンスホテル・クリスタルパレス ほか 
- 2005 THE CONVOY Night in  X’mas 赤坂プリンスホテル  ほか
- 2006 vol.25 「ATOM‘06」 東京厚生年金会館大ホール ほか  (12 会場 19 公演)

　　　　 THE CONVOY Night 2006赤坂プリンスホテル ほか 
- 2007 vol.26 「ATOM‘06」追加公演 ゆうぽうと簡易保険ホール ほか  (11 会場 20 公演)

　　　    THE CONVOY Night 2007 グランドプリンスホテル赤坂 ほか 
- 2008 vol.27 「うみわたれ」青山劇場 ほか  (11 会場 31 公演)

　　　　 THE CONVOY Night 2008  グランドプリンスホテル赤坂 ほか 
- 2009 vol.28 「GEN～雲のゆくえ～」日本青年館大ホール ほか  (6 会場 17 公演)

　　　　 THE CONVOY Night 2009 グランドプリンスホテル赤坂 ほか 
- 2010 THE CONVOY Night 2010 グランドプリンスホテル赤坂 ほか
- 2011 vol.29 「LAST赤プリ」 グランドプリンスホテル赤坂  (8 回公演)

　　　　 ＴTHE CONVOY Night 2011 グランドプリンスホテル新高輪 飛天の間
- 2012 THE CONVOY Night 2012 グランドプリンスホテル新高輪 飛天の間
- 2013 THE CONVOY Night 2013 グランドプリンスホテル新高輪 飛天の間
- 2014 THE CONVOY Night 2014 グランドプリンスホテル新高輪 飛天の間
- 2015 vol.30 「1960」天王洲 銀河劇場  (11 回公演)
- 2016 vol.31 「1960」天王洲 銀河劇場 ほか  (11 回公演)
- 2017 vol.32 「asiapan」TBS 赤坂 ACT シアター ほか  (5 会場 13 公演)

　　　　  vol.33 「星屑バンプ」博品館劇場 (21 回公演)
　　　　  vol.34 「asiapan」TBS 赤坂 ACT シアター   (7 公演)
　　　　THE CONVOY Night 2017 リーガロイヤル大阪
- 2018 vol.35 「星屑バンプ」博品館劇場 ほか

　　　　  vol.36 「ONE!」TBS 赤坂 ACT シアター
　　　　  THE CONVOY Night 2018 リーガロイヤル大阪、東京ベイ舞浜ホテル
- 2019 「Nez Channel vol.5～チャンネルはそのまま～」 リーガロイヤルホテル大阪(4 公演）

　　 　　vol.37 「星屑バンプ」博品館劇場、テレピアホール(2 会場 19 公演）
　　　 　vol.38 「ONE!」（TBS赤坂ACTシアター、御園座）
　　　　THE CONVOY Night 2019 （リーガロイヤルホテル大阪）
　　　　THE CONVOY 祭’19（森ノ宮ピロティホール）
- 2020   vol.40 「パピプペポ〜!」恵比寿 ザ・ガーデンホール、COOL JAPAN PARK OSAKA TTホール

　　　　THE CONVOY Night 2020 （シェラトン・グランデ・トーキョーベイ・ホテル）
- 2021   vol.41 「35th Anniversary.コンボ・イ・ランド」こくみん共済coopホール、森ノ宮ピロティホール）

　　　　THE CONVOY Night 2021 〜チャンネルはそのまま〜（リーガロイヤルホテル東京）
- 2022「Nez Channel vol.6～チャンネルはそのまま～」 リーガロイヤルホテル東京(4 公演）

　　　　THE CONVOY Night Good Bye! 2022（シェラトン・グランデ・トーキョーベイ・ホテル、リーガロイヤルホテル大阪）
- 2023　vol.42 「コンボ・イ・ランド」
- 2024「Nez Channel vol.8～チャンネルはそのまま～」 リーガロイヤルホテル東京(2 公演）

- 2024　vol.43「ONE DAY〜Last Run! Run!! Run!!!〜」（恵比寿 ザ・ガーデンホール・ルーム、COOL JAPAN PARK OSAKA WWホール、名古屋市公会堂）[1]
- 2024「THE CONVOY Night 2024」（リーガロイヤルホテル東京、リーガロイヤルホテル）
- 2025「Nez Channel vol.9～チャンネルはそのまま～」 リーガロイヤルホテル(2 公演）
- 2025「THE CONVOY 祭」（品川プリンスホテル ステラボール、COMTEC PORTBASE、COOL JAPAN PARK OSAKA WWホール）
- 2025「THE CONVOY 祭 番外編 THE 還暦 SHOW」（恵比寿ザ・ガーデンホール)

### 舞台
- 西友ミュージカル「赤いくつ」（1988年）
- スーパーカムパニイ 「夏の夜の夢」（1990年）
- ミュージカル「宝島」（1990年）
- ミュージカル「ジャズシンガーズ」（1991年）
- ミュージカル「コロンブス」（1991年）
- オリジナルタップダンスミュージカル「THE PATCHY JACKET!」主演  （1992年）作・演出・振付/玉野和記  東京芸術劇場
- 音楽座ミュージカル「シャボン玉とんだ宇宙(そら)までとんだ」（1993年）   脚本・演出/横山由和 東京芸術劇場 ほか全国ツアー
- IZUMI 40TH YUKIMURA-HUMAN HEARTFUL MUSICAL「クッキングガール」（1993年）脚本/松山善三 演出/竹邑類 東京芸術劇場 ほか全国ツアー
- ミュージカル「トムソーヤ」（1993年）全国公演      演出/竹邑類
- 東宝ミュージカル・ブロードウェイミュージカル 「Lady be Good！」（1993年）演出/小池修一郎    青山劇場
- オリジナルタップダンスミュージカル「THE PATCHY JACKET!」再演（1994年）
- 「トゥルーラブ」（1994年）
- ミュージカル「赤ずきんチャチャ」（1994・95年）演出/三ツ矢雄二  博品館劇場
- ザ・スーパーカムパニイ 「夏の夜の夢」（1995年）
- ブロードウェイミュージカル「リトルミー」（1995年）アートスフィア  シアタードラマシティ
- ミュージカルショー 「アップラッシュ」（1996年）
- ザ・スーパーカムパニイ 「WHTIE REVUE」（2004年）演出/竹邑類  六本木 オリベホール
- カワード喜劇の真骨頂「ギルダ～愛の設計～」（2005年）演出/竹邑類  博品館劇場 新神戸オリエンタル劇場 名鉄ホール
- 「ニューヨーク青春物語  ～アランとバディ～」主演 （2006年） 演出/竹邑類  三越劇場(東京)/能登演劇堂(石川)
- ショービズ・プランニング「THE DISHWASHIERS 皿洗い稼業」（2007年）演出/竹邑類 ベニサンピット
- 「MIKOSHI～美しい故郷へ～」（2007年）脚本/樫田正剛 演出/高橋いさを  東京グローブ座  大阪厚生年金会館
- ミュージカル劇「RATS」-今村さんの早期退職-（ 2007年） 作・演出/細谷まどか  青山劇場
- ザ・スーパーカムパニイ 「WHTIE REVUE 全力恋愛」（2007 年）演出/竹邑類  後楽園  BX ホール
- 「どんずまり」主演（2008年）脚本・演出/樫田正剛  新宿・シアターモリエール
- リップダンスコネクション 「DOOP!DEEP!LEAP! vol.9 チャレンジ!」（2009年）アートスフィア
- 方南ぐみ企画公演 ばったもん３番勝負其の壱 「袋のねずみ」（2010年）作・演出/樫田正剛 新宿・シアターモリエール
- 「CLUB SEVEN 6th Stage」（2010年）作・演出・振付/玉野和紀 天王洲 銀河劇場
- 「インディゴの夜」（2010年）脚本/樫田正剛 演出/星田良子  新国立劇場・中劇場 ほか全国公演
- 東京アンテナコンテナ vol.9 ５周年記念公演 「上海Ｊ`TRIANGLE」（2010年）作/小浦一優  演出/ｽｼﾞｺｽｼﾞｵ  俳優座劇場
- 舞台 喜劇「ハムレット」＆悲劇？「ローゼンクランツとギルデンスターンは死んだ」[2]（2011年）  脚本・演出/笹部博司  さくらホール  THEATRE1010 ほか
- 方南ぐみ企画公演 袋のねずみ 番外編 『道』（2011年） 作・演出/樫田正剛  俳優座劇場
- 舞台 「陽だまりの樹」（2012年）原作/手塚治虫 脚本・演出/樫田正剛  サンシャイン劇場 ほか
- 「ハナノサクコロ ～英国大使の御庭番～」（2013年）演出・主演/瀬下尚人  博品館劇場
- 劇団 EXILE 「SADAKO-誕生悲話-」（2013年）演出/星田良子  新国立劇場・小劇場 ほか
- 西川きよし芸能生活 50 周年記念公演 「コメディ水戸黄門」（2013・14年）脚本・演出/樫田正剛 なんばグランド花月  THEATRE1010 ほか
- 劇団 EXILE 公演 「それ行けー小劇場!!」（2014年）作・演出/樫田正剛  赤坂RED/THEATER
- 方南ぐみ企画公演「Boｍber-Man～初夏の浅草の秘密」（2015年）作・演出/樫田正剛  中目黒キンケロ・シアター
- ザ・チョンマゲ群団 戦国シェイクスピア「BASARA～謀略の城～」（2015年）脚本・演出/和希太平  スクエア荏原ひらつかホール
- Honganji（2016年1月 - 2月、新歌舞伎座・中日劇場・EX THEATER ROPPONGI）演出/ウォーリー木下
- Honganji〜リターンズ〜（2016年8月、明治座）脚本/斎藤栄作 演出/ウォーリー木下
- 方南ぐみ企画公演「THE 面接」（2016年）作・演出/樫田正剛  俳優座劇場
- 方南ぐみ企画公演「伊賀の花嫁」（2017年）作・演出/樫田正剛  博品館劇場
- 方南ぐみ企画公演「あたっく No.1」（2017年）作・演出/樫田正剛  博品館劇場
- 方南ぐみ企画公演「伊賀の花嫁　その2」（2018年）作・演出/樫田正剛  俳優座劇場
- 方南ぐみ企画公演「THE 面接」（2018年）作・演出/樫田正剛  三越劇場
- 「陣内の門 1st ACT」（2018年）構成・演出：水木英昭 脚本：松田環・水木英昭　
  - 2018年6月8日（金）～6月17日（日） 紀伊國屋サザンシアター TAKASHIMAYA　
  - 2018年6月21日（木） 大阪エル・シアター　
  - 2018年6月27日（水） 福岡西鉄ホール　
  - 2018年7月6日（金） 名古屋中川文化小劇場　ほか
- 方南ぐみ企画公演「伊賀の花嫁　その3」（2019年）作・演出/樫田正剛  三越劇場
- 「BLACK BIRD」（2019年）演出/キムラ真  俳優座劇場
- 方南ぐみ企画公演「伊賀の花嫁　その4」（2020年）作・演出/樫田正剛  俳優座劇場
- 方南ぐみ企画公演「朗読劇 青空」（2020年）作・演出/樫田正剛  俳優座劇場
- 「グッバイチャリー」（2020年）脚本・演出/樫田正剛  博品館劇場
- 「My life Your life」（2021年）主演　作/演出　時風静恵　池袋シアターグリーンBIG TREE THEATER
- 「SHOW BOY」（2021年）原案・演出/ウォーリー木下　シアタークリエ　新歌舞伎座　名古屋市公会堂
- 角松敏生40周年横浜アリーナライブ　第二部「東京少年少女異聞」（2021年）脚本・演出・総指揮/角松敏生
- 方南ぐみ企画公演『伊賀祭り「アクア九条の肛門医院」「シャブばばあにブルースを」「ママの里帰り」』（2021年)作・演出/樫田正剛　シアターサンモール
- 方南ぐみ企画公演「伊賀の花嫁 THE FINAL ここにいるぜぇ編」（2022年）脚本・演出　樫田正剛　俳優座
- 方南ぐみ企画公演　伊賀の花嫁　スピンオフ朗読劇「アクア九条の肛門医院」（2022年）脚本・演出　樫田正剛　俳優座
- 「新★名探偵ポアロ」（2022年）原作　アガサ・クリスティー　演出　佐竹修　こくみん共済COOPホール
- 「GUYS AND DOLLS」（2022年）演出　マイケル・アーデン　帝国劇場/博多座
- TOSHIKI KADAMATSU presents MILA1「THE DANCE OF LIFE～Thebiginning～」（2022年）脚本・演出・音楽/角松敏生　KAAT（神奈川芸術劇場）
- 「SHOW BOY」（2023年）原案・演出/ウォーリー木下　シアタークリエ　新歌舞伎座　愛知県芸術劇場大ホール
- 舞台「素敵なカミングアウト」（2024年）脚本/田中大祐 演出/池浦毅・安藤亮司 浅草花劇場）[3]
- 「多重面奏」-町田慎吾30周年記念公演-（2024年）脚本・演出：町田慎吾、シアター・アルファ東京[4]
- 朗読劇「刻め!秒針よりも速く!!」（2024年）脚本・演出：アキシン・ザ・CEO、シアター・アルファ東京）[5]
- LEGEND STAGE PRODUCE「ダッドシューズ 2025」（2025年）脚本・演出/米山和仁、ヒューリックホール東京 COOL JAPAN PARK OSAKA[6]
- ミュージカル「すずらん通りの青い鳥」(2025年）脚本・作詞：田中雅樹 演出：浮谷泰史 あうるすぽっと
- 舞台「ろくでなしコーラス2025」（2025年公演予定）脚本：田中大祐 演出：安藤亮司 浅草花劇場[7]

### 映画
- デポラがライバル（1997年）監督/松浦雅子
- 菊次郎の夏（1999年）監督/北野武
- LONG CARAVAN（2009年）監督/七高剛
- GOGO♂イケメン5（2013年） 監督/福山桜子
- 7s（2015年）監督/藤井道人
- サムライフ（2015年） 監督/森谷雄

### テレビドラマ
- プレイボーヤクラブ （1987年、NTV） レギュラー
- 木曜ゴールデンドラマ 10周年記念特別企画 3 「愛の世界」（1990年 YTV）
- インディゴの夜（2009年、フジテレビ系）
- 天使の代理人 エピソード6（2010年、フジテレビ系）
- Oh!デビー（2011年、BSスカパー!） - 松宮多門 役 レギュラー
- 白衣のなみだ（2013年、THK）
- 容疑者は８人の人気芸人（2015年、CX）
- 純烈ものがたり（2020年、FOD）
- ママはバーテンダー(2023年、BSTBS）
- イグナイト -法の無法者- 第5話・第6話（2025年5月16日・23日〈予定〉、TBS） - 松原知里の父 役[8]

### バラエティ
- トップランナー（1999年 NHK）
- 情熱大陸 （2001年 TBS）
- 徹子の部屋（2004年 EX ）
- 終わりなき夢の途中 瀬下尚人ドキュメンタリー（2006 長野放送）
- クイズ!脳ベルSHOW（2017年12月4、5、8日、2020年10月28、29日、BSフジ）
- 情報番組 マチコミ（2024年1月10日、テレビ埼玉）[12]